# دستگاه اطلاعاتی
به‌طور کلی، دستگاه اطلاعاتی (به انگلیسی: Information device، Information appliance) هر ماشین یا دستگاهی است که برای مقاصد محاسباتی، مخابراتی، بازیابی، و ارائه اطلاعات کدگذاری شده در اشکال و برنامه‌های کاربردی قابل استفاده باشد.
تفاوت سامانه‌های اطلاعاتی با رایانه‌ای در این است که رایانه‌ها پردازش مؤثر و کارآمد داده‌ها را فراهم می‌کنند و در واقع بخشی از سامانه اطلاعاتی محسوب می‌شوند. لیکن سامانه اطلاعاتی چیزی بیش از رایانه‌ها هستند. به‌کارگیری مؤثر سامانه اطلاعاتی نیازمند درک کسب و کار و محیطی است که توسط سامانه اطلاعاتی حمایت می‌شود. بنابراین در مباحث مربوط به سامانه اطلاعاتی رایانه‌ها تنها بخشی از سامانه پیچیده‌ای است که بایستی طراحی، راه اندازی و پیاده‌سازی شود.